# Tore Hem
Tore Hem (ur. 12 listopada 1944 w Oslo) – norweski zapaśnik walczący w stylu klasycznym. Trzykrotny olimpijczyk. Zajął piąte miejsce w Meksyku 1968 i Montrealu 1976, a szóste w Monachium 1972. Startował w wadze półciężkiej do 97 kg i ciężkiej do 100 kg.
Czwarty na mistrzostwach świata w 1969 i piąty w 1967.
Wicemistrz Europy w 1969 i trzeci w 1976 roku. Piętnaście razy na podium mistrzostw nordyckich w latach 1965 - 1979.

## Letnie Igrzyska Olimpijskie 1968
| Konkurencja                    | Walki                | Walki                | Walki                   | Walki               | Klas. końcowa |
| Konkurencja                    | Pierwsza runda       | Druga runda          | Trzecia runda           | Czwarta runda       | Miejsce       |
| ------------------------------ | -------------------- | -------------------- | ----------------------- | ------------------- | ------------- |
| styl klasyczny, waga półciężka | Caj Malmberg (FIN) W | Per Svensson (SWE) P | Wacław Orłowski (POL) W | Bojan Radew (BUL) P | V miejsce     |

## Letnie Igrzyska Olimpijskie 1972
| Konkurencja                 | Walki                | Walki                | Walki                      | Walki                   | Klas. końcowa |
| Konkurencja                 | Pierwsza runda       | Druga runda          | Trzecia runda              | Czwarta runda           | Miejsce       |
| --------------------------- | -------------------- | -------------------- | -------------------------- | ----------------------- | ------------- |
| styl klasyczny, waga ciężka | Aimo Mäenpää (FIN) W | Per Svensson (SWE) W | Nikołaj Jakowienko (USR) P | Christo Ignatow (BUL) P | VI miejsce    |

## Letnie Igrzyska Olimpijskie 1976
| Konkurencja             | Walki               | Klas. końcowa |
| Konkurencja             | Pierwsza runda      | Miejsce       |
| ----------------------- | ------------------- | ------------- |
| styl wolny, waga ciężka | Petr Drozda (TCH) P | eliminacje    |

| Konkurencja                 | Walki                  | Walki                    | Walki                  | Walki                 | Klas. końcowa |
| Konkurencja                 | Pierwsza runda         | Druga runda              | Trzecia runda          | Czwarta runda         | Miejsce       |
| --------------------------- | ---------------------- | ------------------------ | ---------------------- | --------------------- | ------------- |
| styl klasyczny, waga ciężka | Brad Rheingans (USA) P | Yasunari Akiyama (JPN) W | Fredi Albrecht (GDR) W | Kamen Goranow (BUL) P | V miejsce     |